# GTO (만화)
GTO(부제: Great Teacher Onizuka / 대한민국명: 반항하지마!)는 후지사와 토루의 일본 만화이다. 원작자의 전작품인 상남 순애조(국내명: 상남 2인조)의 속편격으로 폭주족 출신인 오니즈카 에이키치(국내명: 영길)가 대학졸업 후 사립 중학교 선생이 되었던 얘기를 다루었다. 장르상 학원물을 표방하고 있지만 다소 과도한 에피소드들도 있다. 1999년에는 애니로도 제작되었으며 대한민국에서는 학산문화사의 만화잡지 찬스를 통해 1998년 ~ 2003년까지 연재하였다.
현재, GTO Shonan 14Days라는 제목으로 연재를 재개하고 있다. 데시가와라에게 권총을 맞고 병원에 입원한 오니즈카가 병원에서 탈출한 뒤 방송에 나가 사고를 치고, 잠시 잠적을 한 14일간 쇼난(상남)에서 펼쳐지는 이야기라 한다. 상남 순애조(상남 2인조)에서 등장했던 몇몇 인물들이 다시 등장하여 많은 관심을 받고있다.(현재 1권 출간, 2권은 12월 중 출간. 한국내 라이센스본은 예정 없음.) 2010년 현재 3권 출간되었다. 현재 1권 라이센스본 출간.
2010년 현재 무삭제판이 한국에서 발매되었다.

## 줄거리
- 괄호 안은 국내명

상남지역 폭주족 출신이자 5류대학을 졸업한 22세의 청년 오니즈카 에이키치. 대학을 졸업한 후 일자리를 구하기 위해 백방을 뛰어다녔지만 번번이 낙방만 당했을 뿐. 그러다가 그는 학교 선생님이 되겠다는 결심을 굳히며 헤어스타일을 완전히 바꾸고 새로운 인생을 시작하려고 한다. 선생님이 되기 위해 한 학교의 교생으로 실습을 나가는 그에게 한 여학생이 은밀히 접근을 시도하게 되는데...!

## 등장인물
- 캐릭터명은 일본 원작명, 한국판 이름으로 분류. 성우는 일본, 북미, 한국 성우 順.

### 세이린 학원 교사 및 간부
- 오니즈카 에이키치(영길)

- 후유츠키 아즈사(동월)

- 마루야마 이케다(환산)

세이린학원의 교장으로 교감인 히로시(산전)과 외모가 닮아서 착각되기 쉬울 정도. 오니즈카에 대해서는 매우 좋지 않은 감정을 갖고있으며 한때 오니즈카로부터 '자비에르'라는 별명으로 불리기도 했고 멱살을 잡히기도 했으며 코를 다쳐 코피를 쏟기도 했다. 그러나 정작 자신은 교장직이나 학교에 신경쓰기보다는 교과서 업자로부터 받은 돈을 통해 골프를 치러 다니거나 캬바레 및 나이트클럽 등에 들리는 성향이 있으며 특히 이사장 앞에서는 공손스럽고 예의스러운 태도를 보이기도 한다. 지병인 당뇨로 인해 한때 병원에 입원한 적이 있으며 2학기 때는 무카차파 공화국으로 쫓겨나 그곳에서 생활을 하였다가 다시 세이린학원의 교장으로 복직했다.
- 다이몬 미스즈

2학기부터 세이린학원의 교장으로 부임한 여성. 34세의 젊은나이로 교장직에 올랐지만 이사장인 료코(앵정)과는 과거 사제관계에 있었으며 화재사건 때 자신을 구하지 않았다는 의심 때문에 매우 증오하였다. 그러나 나중에 료코가 자신을 구해주었다는 사실을 알게 되면서는 오해를 풀며 그의 조수로 일하게 된다. 부임하자마자 오니즈카를 의심하여 정교사건을 취소하고 부담임으로 격하시키기도 했으며 격투기 소년소녀들로 구성된 '천사' 조직을 통해 학생들의 동향을 파악하기도 한다. 오니즈카를 해고시키려 했지만 료코(앵정)의 배려로 인해 무산되었고 미야비(상원)자살소동으로 천사부대 제명당하고 버림을 받은 시부야(송곡)한테 공격을 받고 부상을 입자 때마침 나타난 오니츠카(영길)선생의 구조로 오니츠카(영길)선생의 본심을 깨닫게 된다.특히 다이몬 교장이 모는 애차는 빨간 페라리 512TR 이다
- 우치야마다 히로시(산전) - 성우: 쵸 / 김정호

세이린학원의 교감으로 오니즈카와는 세이린학원으로 가는 버스를 탈때 아즈사(동월)의 엉덩이를 만지려한 것을 계기로 오니즈카와 끈질긴 악연을 맺게 되었다. 그러나 정작 자신은 오니즈카에게 매번 당하기만 하며 오니즈카 때문에 온갖 속앓이를 앓고있는 불행한 50대 중년 인물. 자동차이자 자신의 애마(愛馬)라 여기는 '크레스타'라는 자동차를 소유하며 운전하고 있으나 매번 박살나고 파손되자 오니즈카와 사이가 더욱 악화되었으며 오니즈카를 학교에서 추방시키기 위해 백방으로 안간힘을 쓰고 있다. 아내와 학생인 딸이 있는 가장(家長)이자 사립학교 교감이라는 교육자이기도 하지만 사적으로는 변태끼가 있어 특히 대중교통 이용 때 젊은여자들 틈에 다가가 몸부위를 만지는 버릇이 있으며 한때 이로 인해 여경에 발각되기도 했다. 젊은시절에는 학교 평교사로 활동한 적이 있으며 꿈을 키우기도 했지만 나이가 들어가면서 현실을 비관적으로 보는 시선이 짙다. 한때 오니즈카를 진정한 남자로 받아들이며 자신의 집으로 데려오기도 했다.
- 소원

세이린학원의 제2 교감.
- 지전

세이린학원의 제3 교감.
- 사쿠라이 료코(앵정) - 성우: 오카모토 요시코 / 손정아

세이린학원의 이사장. 사립학교인 세이린학원의 대표적 수장이며 과감하고 냉철한 통찰력 등으로 학생들의 마음을 고치기도 한다. 오니즈카와는 매점에서 처음 만났으며 그를 매우 높이 평가하여 그를 교사로 채용하는데 기여하기도 한다. 오니즈카가 학교에서 모함 등을 당할 때도 그를 보호해주는 역할을 하기도 하며 개인취미상으로 매점 운영도 겸하고 있다.와쿠이 마유(견이)의 할머니이기도 하다.
- 후쿠로다 하지메(대전) - 성우: 나카타 가즈히로 / 시영준

세이린학원의 체육교사.은근히 변태이며, 오니즈카를 좋게 보고 있지 않았다.2학기땐 천사맴버인 토키와 아이에 의해서 퇴학당한 짐승클럽 패거리들 한태 습격 당하지만 오니츠카 도움으로 사쿠라이(앵정)선생과 같이 학생들 사이에서 인기인이 됐다.이 사건 이후에도 오니츠카(영길)를 여전히 못마땅해하지만 의외로 신임하고 있다.
- 사쿠라이 타다시(앵정)

세이린학원의 영어교사. 일본어(한국어)와 영어를 섞어서 말하는 버릇이 있으며 브랜디를 즐겨마신다. 오니츠카(영길)를 좋게 보지 않지만 한때는 미야비(상원)패거리들 한태 그의 사생활을 간섭당하자 어쩔 수 없이 후지요시(등길)과 오니츠카(영길)를 함정에 빠트린 적이 있다.나중엔 2학기때 천사멤버인 토키와 아이에 의해서 퇴학당한 짐승클럽 패거리들한테 습격을 당하자 오니츠카(영길)와 마유(견이)에게 구조 당한적 있지만,오니츠카(영길)선생과 4반학생 덕분에 세이린 킷쇼 학원에서 후쿠로다(대전)선생과 같이 학생들 사이에서 인기인이 됐다.
- 코차타니 히로시(소차)

30대 후반의 세이린학원 과학교사. 미혼남으로 맞선을 자주보고 있는 편이며 생김새가 치와와처럼 생겼다고 해서 학생들로부터 '치와와'라고 불린다.
- 사노마유 코지(산왕)

세이린학원의 사회교사. 오니즈카와 같은 사회 과목 담당교사이다.
- 모리타카 나오코

세이린학원의 양호교사.굉장한 미인으로,헌혈을 취미로 하고있으며 머리에 선글라스를 끼고 다닌다.
- 데시가와라 스구루(사천) - 성우: 후루야 토오루 / 정명준

도쿄대 출신의 엘리트 인물로 세이린 학원의 교사로 일하게 된다. 그의 집 안은 일본 재무성 출신이었으며 어려서부터 엄한 성격의 아버지 밑에서 자라게 되어 수재로 거듭나게 되었다. 깔끔하고 수려한 외모와는 달리 비뚤어진 면모가 있으며 어린시절에는 괴롭힘을 당한 아픔도 갖고있다. 겉으로는 엄격한 모습을 보이기도 하나 개인적으로 아즈사(동월)에게 관심을 보이며 이후에는 휴유츠키를 납치했고 경찰과 옷을 뺏어 길거러에서 난동을 부리고 이사장과 아즈사를 납치하여 인질극을 벌인 후 광기(狂氣)를 폭발시키기도 했다. 그러나 친형인 다케루가 집 안의 진실을 말해주게 되자 그제서야 광기를 풀고 경찰에 자수하여 세이린학원 교사를 그만두고 감옥으로 간다. 오니즈카를 개인적으로 혐오하며 그를 추방하려고 백방으로 뛰었지만 오히려 오니즈카로부터 당하게 됐을 뿐만아니라 오니츠카의 충고로 자신의 어리석음을 뉘우치게 되었으며 오니즈카를 진정한 남자로 받아들인다.
- 키노시타 이타가키

세이린학원의 이사장 료코를 보좌하는 비서. 항상 이사장실에서 료코를 보좌해주고 있으며 그녀의 행동을 예의주시하기도 한다. 나중에 미스즈 교장이 왔을 때는 감시자 역할을 맡으며 그녀의 동향을 파악하여 비리를 밝혀내는 역할을 하기도 했다.

### 학생들
- 키쿠치 요시토(국지)

- 무라이 쿠니오(촌정)

- 아이자와 미야비(상원)

- 칸자키 우루미(레미)

- 노무라 토모코(명자)

- 요시카와 노보루(길천)

- 우에하라 안코(행자)

- 후지요시 코지(등길) - 성우: 스와베 준이치 / 김광국

세이린학원의 남학생으로 무리이 삼인방중 한명이며 미야비(상원)에게 호감을 갖고 있으며 한때 미야비 패거리와 사쿠라이(앵정)선생한테 함정에 빠져 오니츠카(영길)선생이 궁지에 몰린적 있었다.미야비(상원)가 수면제 먹고 자살하자 구조했고 함께 우정의 드라이브를 한 적이 있었다. 미야비(상원)의해서 2학년4반의 비밀을 먼저 알았으며 천사 부대의 의해서 미야비(상원)가 자살을 시도하는거 막았다.
- 이즈미 나오코(이즈미) - 성우: 카와스미 아야코

세이린학원의 여학생으로 안코와 함께 노보루(길천)를 왕따시키는 역할을 한다.
- 아사노 마유코 - 성우: 아사이 키요미

세이린학원의 여학생.
- 쿠지라카와 후유미(송미)

세이린학원의 여학생. 여자 중학생임에도 불구하고 키가 180cm를 넘는 여학생으로 그녀의 체격은 세이린 학원의 전설적인 산맥으로 통한다. 무라이 쿠니오를 짝사랑하는 친구와 무라이 쿠니오를 연결시켜주려 했으나 쿠니오 쪽에서 퇴짜를 놓았다. 이후 이것을 몰래 지켜본 오니즈카는 쿠니오와 후유미가 사귀는 사이라는 소문을 퍼뜨린다.
- 와쿠이 마유(견이)

세이린학원 이사장인 료코(앵정)의 손자. 할머니의 학교에서 학교를 다니지만 사실은 반항적이고 말썽많은 소년이자 세이린 학원 중퇴자들로 구성된 패거리 리더다. 오니즈카(영길)를 쫓기 위해 미야비(상원)의 의뢰로 투입되었으나 나중에는 오니즈카(영길)를 도와주는 역할을 하게 되며 노무라 토모코 다음으로 연예계에 데뷔하게 된다. 특히 아게하 라는 여자친구가 있다 신경안정제를 투약하고 있는 것으로 알려졌으며 양호교사인 나오코는 이를 알아낸 편이다. 료코가 가장 아끼는 손자이기도 하다.
- 미야모리 유우키(용기)

2학기 때부터 등장하는 세이린학원의 학생. 야쿠자의 아들로 2년 전 모친을 잃은 상처때문에 학교 등교를 거부하여 칩거하였다가 오니츠카와 요시카와의 도움과 배려로 공식 등교하게 되었다.
- 토키와 아이

2학기부터 미스즈 교장의 추천으로 세이린학원에 전학을 온 여학생. 하지만 그녀의 정체는 미스즈 교장이 비밀리에 이끄는 '천사'의 멤버로 격투기 실력을 갖고 있다.남자들한테 당한 상처때문에 여자를 장난감으로만 생각하는 남자들 대상으로 공격했다. 그러나 나중에는 오니츠카(영길)과 키쿠치(국지)의 충고로 천사에서 탈퇴하여 보통 학생으로 활동하게 된다.
- 시부야 쇼(송곡)

2학기부터 등장하는 남학생으로 처음에는 소극적인 성격에 왕따를 당하기도 했지만 사실 그 정체는 미스즈 교장의 천사 멤버이자 리더로 격투실력이 뛰어난 소년. 과거시절 부모로부터 망상증이 있다는 소견 때문에 아픔을 간직하고 있으며 손톱을 깨무는 버릇이 있다. 세이린 킷쇼 학원에 전학오면서부터 등교거부중인 2학년4반의 미야비(상원)의 비밀을 파헤쳐 폭로하고 그것이 원인이 되어 미야비(상원)가 자살을 시도하려고 들자 자살을 부추겼다. 때마침 나타난 오니츠카(영길)의 설득으로 미야비(상원)의 자살을 막았지만 미스즈교장한테 실망할까봐 오니츠카(영길)선생을 밀어 미야비(상원)을 떨어뜨리게 했다. 이사건으로 인해 교육계에서 파문이르자 미스즈교장한테 천사 멤버에서 제명 당하고 버림받자 결국 폭주하고 오니즈카를 혐오하여 그가 머리에 폭탄이 들었다는걸 알고 머리를 때려 목숨을 위태롭게 만들게 했으뿐만 아니라 세이린 킷쇼학원 전체에다가 불까지 질렀다. 나중엔 사쿠라이(앵정) 이사장 도움으로 보호처분 받았다.
- 이시다 타쿠미(탁해)

키쿠치(국지)가 컴퓨터 채팅을 통해 '모래고래'라는 닉넴으로 대화를 했던 인물이었지만 사실은 이전에 세이린 학원 2학년 4반 학생이었는데 오우기 선생한테 배신당하자 선생을 주먹다짐하여 다치게했고 퇴학당한다. 나중엔 오해가 있던걸 알고 화해한다 천사부대에 의해서 2학년 4반 사건이 폭로 미야비가 위기에 처하자 곧장 달려와 미야비 자살을 막았을 뿐만 아니라 . 미스즈 교장의 비리를 파헤치기 위해 가세한다.

### 기타인물
- 단마 류지(용이) - 성우: 치바 잇신 / 이주창

오니즈카의 친구로 전작 상남 순애조에서는 오니즈카와 함께 상남지역 출신의 폭주족 노릇을 하였다. 여기에서는 오토바이 수리공으로 등장하며 때로는 오니즈카를 걱정해주기도 한다. 오니즈카의 친구 중 유일하게 여자친구를 가지고 있다.
- 사에지마 토시유키(준지) - 성우: 야오 카즈키 / 김기흥

현직 경찰서 경관이었지만 전작 상남 순애조에서는 오니즈카, 류지와 함께 상남 지역에서 이름을 날렸던 폭주족이었다. 경관임에도 불구하고 생김새 때문에 야쿠자로 오인되기도 한다(한때 스구루도 그렇게 본 적이 있다). 겉보기에는 무섭고 험상궃기도 하지만 오니즈카 앞에서는 누구보다도 발벗고 도와주는 든든한 친구이기도 하다. 하지만 같은 친구인 류지와는 사이가 다소 좋지 않은 듯하며 오니즈카가 스구루 사건 때 공을 세워 경찰서에서 표창장을 수여받게 될 때 오니즈카 대신 대리로 나온 류지와 식장에서 주먹다짐을 하기도 했다.
- 나가세

류지의 여자친구로 22살의 젊은 여자. 대학생이며 대학에서 임상심리학을 전공하고 있다. 오니즈카, 류지와 같은 동갑내기 여자이기도 하다. 한때 오니즈카 수업 때 비디오영상을 통해 학생들에게 모습을 보이기도 했다.
- 미즈키 나나코(나나) - 성우: 미야무라 유코 / 여민정

오니즈카가 교생생활 때 은근히 다가간 여학생. 한때 오니즈카를 골탕먹이기 위해 알몸씬을 보이는 척하여 곤란하게 만들기도 했으며 자신을 이해해주는 오니즈카에 대해 마음을 열기도 한다.
- 오오타 히데미(수미) - 성우: 한바 토모에 / 류점희

국회의원의 딸로,고등학생이다.데시가와라 선생이 자기 부모의 권력을 이용하고 싶다는 것을 눈치채고 그를 자신의 펫으로 여기고 있다.한때 조폭들에 의해 납치되었다가 오니즈카에 의해 구출된다. 이후로 그 은덕으로 인해 그에게 감사를 하고 있다.
- 우치야마다 요시코(호자) - 성우: 분고 아츠코 / 정유미

히로시(산전)의 딸로 다른학교에 다니는 여학생. 어린시절 병약하게 자랐으나 부모님의 보살핌으로 건강히 자랐지만 정작 자신은 아버지인 히로시(산전)에 대해 매우 못마땅하게 생각하고 있다. 다른학교에 다니고 있어서 히로시(산전)의 집 안에서 거의 등장한다.
- '우치야마다 료코(산전교감의 아내) - 성우: 츠다 마스미 / 주자영

히로시(산전 교감)의 아내로 집안 안살림을 맡는 주부. 남편인 히로시에 대해서는 좋은 감정을 갖고있지 않으며 남편이 젊은 여자를 성추행하려 했던 것을 알았을 때는 남편 때문에 속앓이를 앓기도 했다.
- 오니즈카(영길)(개)

요시코(호자)가 집 안에서 기르는 덩치 큰 애완견. 처음에는 '디카프리오' 라 지었으나 다가오지 않아서 오니즈카와 이름이 같은 '오니즈카(영길)' 로 바꾸었다. 요시코와 료코(산전교감 아내)에게는 주인으로 인식하여 말을 잘 듣는 편이지만 히로시에게는 낯선 사람으로 인식되어 히로시를 무시하는 경향이 있다.
- 오오타 토오루(태전) - 성우: 이시나미 요시토, 이병욱

히데미(수미)의 아버지로 보수성향의 국회의원. 하지만 오니즈카가 납치되었던 딸 히데미를 구해주게 되자 그를 은인으로 인정하여 이사장에게도 칭찬을 하게 된다.
- 오오타 치즈루(태전 여사) - 성우: 시마모토 스미

히데미의 어머니로 '교육을 생각하는 학부모회' 회장이다. 히데미의 과외수업을 맡은 스구루가 오니즈카에 대한 얘기를 듣게 되면서 학교 현지시찰을 나왔던 중 오니즈카의 코끼리 분장모습에 실신하게 된다. 그러나 나중에 그가 납치되었던 딸을 구해주자 그를 은인으로 인정하였다.
- 후지모리 - 성우: 와타나베 미사, 손정아

초등학교 교사직을 맡았으며 토모코(명자)와 우루미(레미)의 초등학교 교사이기도 하였지만 특히 우루미는 그녀로부터 학생들 보는 앞에서 출생의 비밀이 폭로 당하자,상처를 받고 그녀를 매우 증오하고 있다. 간만에 재회했을 때 복수심으로 폭발물을 놓기도 했다.
- 오우기(선)

세이린학원에서 2학년 담임을 맡았으며 미야비(상원)의 2학년 때 담임교사이기도 하다. 한때 미야비가 호감에 둔 인물이었지만 약혼녀가 있게 된 것을 알게 되자 미야비로부터 증오의 대상이 되었다. 그러나 이것은 원인이 되어서 미야비가 자작극을 꾸몄다 이소식을 듣고 오해한 타쿠미는 선생한태 주먹다짐해 퇴학당했고,약혼녀가 도망갔을 뿐만아니라 교사직을 그만둔다.이사건으로 4반의 담임 죽이기 발단이 된다.나중엔 매스컴을 피해다기면서 지내다가 오니츠카(영길)선생을 만나서 사실을 미야비(상원)관계와 2학년 4반 사건을 이야기 하자 오니츠카(영길)하테 주먹다짐 당해 병원신세 진다.
- 후유즈키 마코토

도쿄로 상경한 아즈사(동월)의 여동생. 고등학교에 다니고 있으며 나카오카 제8고교 추리 동아리 부장으로 추리력이 뛰어나서 언니인 아즈사(동월)가 테시가와라(사천)에게 납치당하자 그의 비밀(아즈사를 좋아하는 것)과 사건을 파헤쳤다. 기계에 대한 관심이 많으며 아즈사와는 다른 성격.
- 테시가와라 타케루

스구루(사천)의 형으로 한때 부친과 일본 대장성에서 근무했으나 해고되어 중졸 출신 사장이 운영하는 회사에서 일하고 있다. 동생인 스구루가 경찰관 옷을 뺏아서 주변에다 난동을 부리고 세이린학원에서 후유츠키(동월)사쿠라이(앵정)이사장 납치 또는광기(狂氣)어린 행동을 하게 되자 학원으로 찾아가 동생에게 집 안에 대한 진실을 얘기하게 되었으며 이로 인해 스구루의 광기를 막아내는 역할이 되었다.
- 오키노시마 이치로(충도) - 성우: 오카노 코스케

토모코(명자)가 연예활동을 하게 되면서 매니저로 활동하게 된 인물. 오니즈카가 초밥집에서 학생들과 무전취식을 하게 되면서 졸지에 자신의 자금으로 음식값을 다 물어낸 적이 있다.나중엔 사쿠라이 이사장의 손자 마유까지 연예계 데뷔하게 되자 추가로 매니저로 활동하게 된다.
- 무라이 쥬리아

무라이(촌정)의 생모로 20대 후반의 젊은 여성이며 처음에 오니즈카를 불량배로 오인했다가 그가 무라이의 담임교사임을 알게 된다. 다소 보이쉬한 스타일이 짙은 여성.